# Concert à la carte
Concert à la carte (Wunschkonzert) est une pièce de théâtre sans parole du dramaturge allemand Franz Xaver Kroetz. 
Sous-titrée Théâtre de femmes – qui ose, gagne, la pièce a été publiée pour la première fois en 1972 aux Éditions Suhrkamp. On la découvre en France en 1973, dans une mise en scène de Claude Yersin à la Comédie de Caen, puis dans la traduction de Ruth Henry et Robert Valançay, publiée chez L’Arche Éditeur en 1976.
Constituée exclusivement de didascalies, la pièce Concert à la carte est le point d’aboutissement des recherches de Kroetz sur l’absence de paroles des opprimés et marque la fin d’une première période de création caractérisée par sa noirceur.

## L'histoire
Composée de cinq parties, la pièce décrit la soirée d'une femme seule qui finit par se suicider. 
Après sa journée de travail, Mlle Rasch retrouve sa chambre meublée. Elle s’acquitte de diverses tâches ménagères en manifestant un soin obsessionnel de propreté, et trouve quelques distractions dans des travaux de broderie et l’écoute de l’émission de radio Concert à la carte qui diffuse des airs à la mode à la demande des auditeurs. Après s’être couchée, Mlle Rasch se relève pour chercher une boîte de somnifères, puis avale l’un après l’autre les comprimés qu’elle a à sa disposition.

## Représentations
- Mise en scène de Claude Yersin, Comédie de Caen, 1973 (avec Huguette Cléry dans le rôle de Mlle Rasch)
- Mise en scène de Thomas Ostermeier, Festival d'Avignon / Schaubühne am Lehniner Platz (Berlin), 2004 (avec Anne Tismer dans le rôle de Mlle Rasch)
- Mise en scène de Vanessa Larré, Théâtre Dijon Bourgogne CDN, 2010 
  - Conception et interprétation : Vanessa Larré
  - Travail chorégraphique et collaboration à la mise en scène : Véronique Ros de la Grange
  - Scénographie, costumes et vidéo : Chantal de la Coste-Messelière
  - Création sonore : Emmanuel Soland
  - Création lumière et régie générale : Bruno Valette